# Lac de barrage
 (avril 2015).
Si vous disposez d'ouvrages ou d'articles de référence ou si vous connaissez des sites web de qualité traitant du thème abordé ici, merci de compléter l'article en donnant les références utiles à sa vérifiabilité et en les liant à la section « Notes et références ».

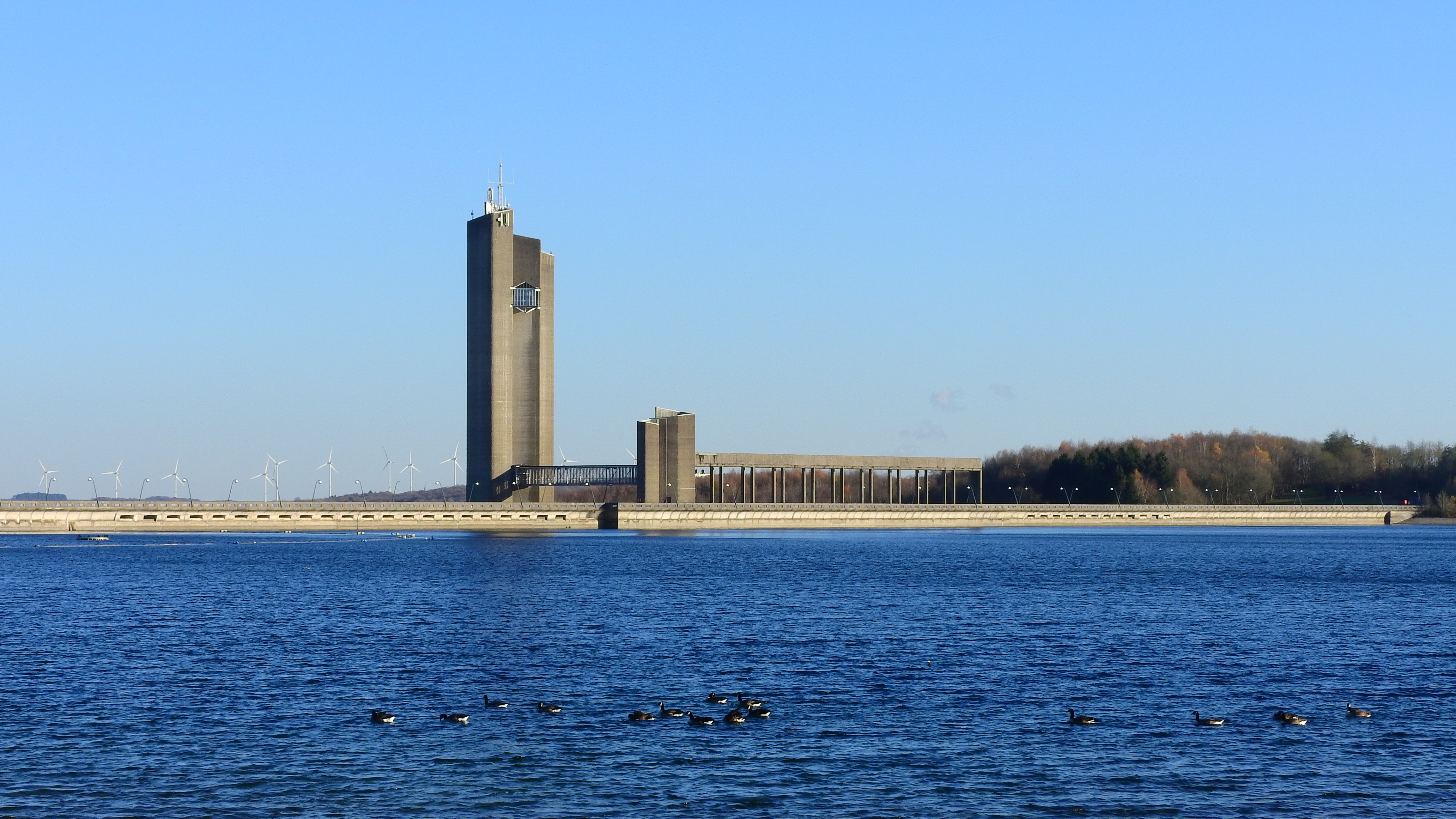
Le lac de barrage de la Plate-Taille en Belgique avec sa tour d'observation.

Un lac de barrage, lac de retenue ou réservoir est un plan d'eau dont le niveau est contrôlé par un ou plusieurs ouvrages d'art et qui est utilisé à des fins utilitaires. Un lac de barrage est alimenté par le ruissellement des eaux et la confluence de cours d'eau situés en amont.   
Les réservoirs ont divers usages qui peuvent être conjoints, notamment fournir de l'eau brute à un système d'assainissement des eaux/système de potabilisation et de distribution d'eau potable, ou à un système d'irrigation, réguler le débit des cours d'eau aval, alimenter des canaux, alimenter les turbines d'une centrale hydroélectrique.

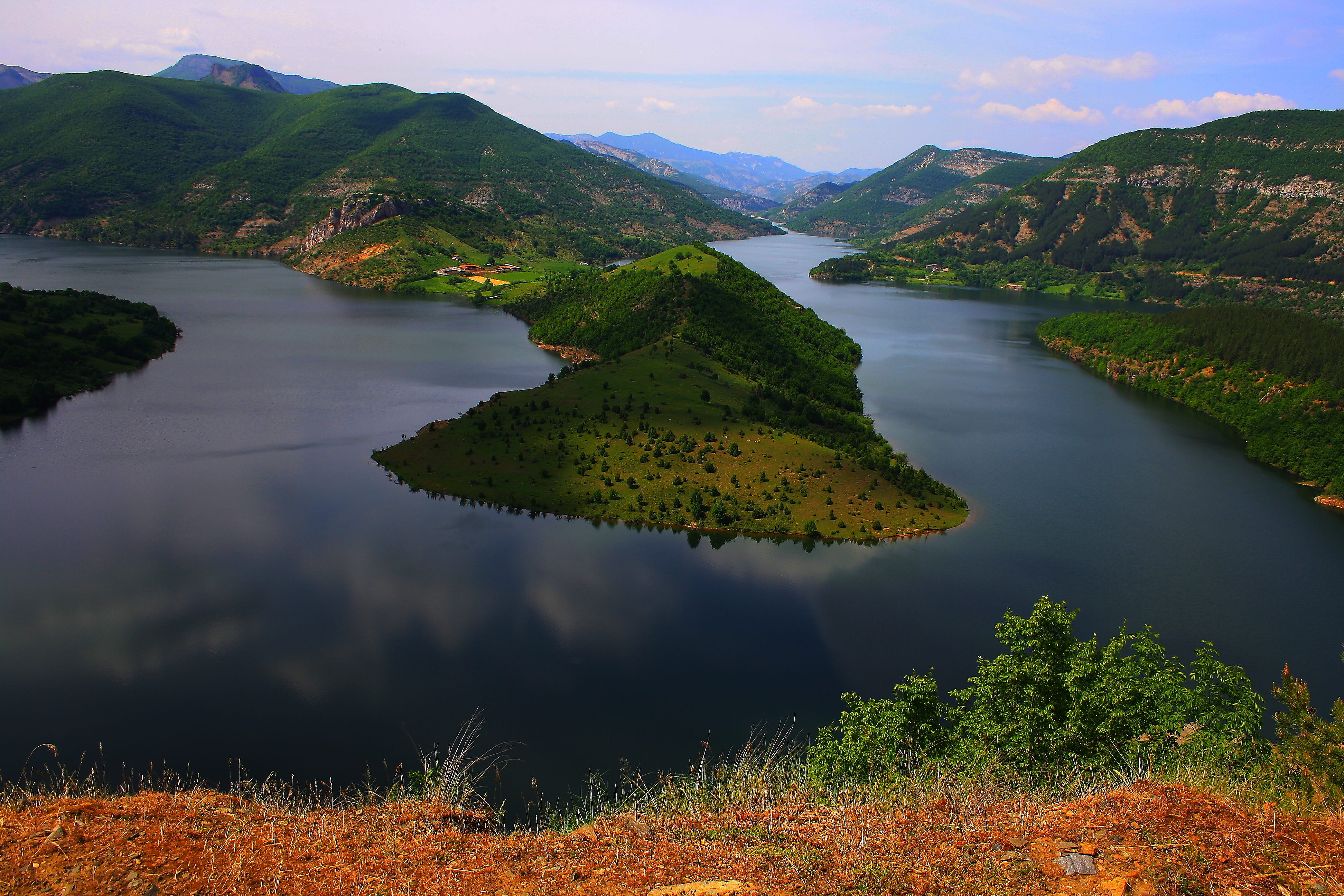
Le lac de Kardjali en Bulgarie est un réservoir dans les Rhodopes.

## Lac de barrage et réservoirs

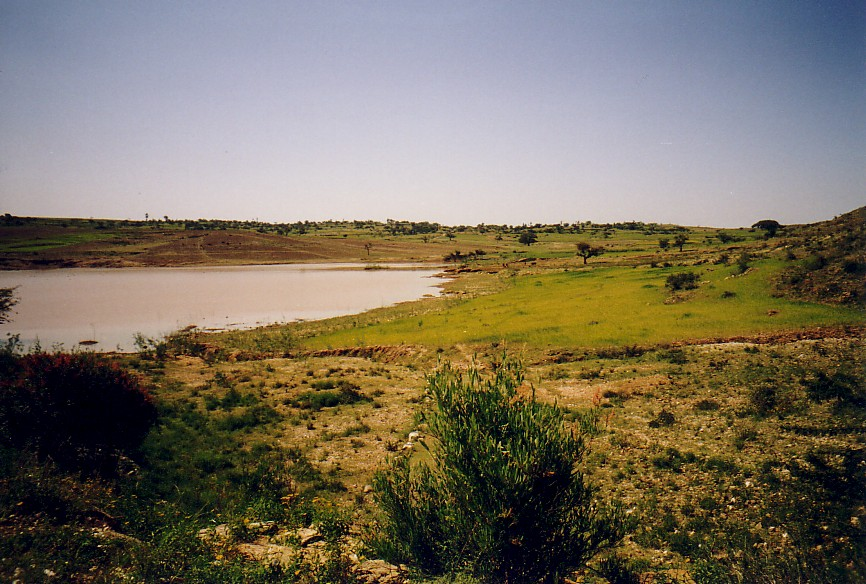
Le réservoir artificiel d'Addi Asme'e, au Tigré (Éthiopie).

Un réservoir est un emplacement naturel ou artificiel (de réalisation humaine partielle ou totale) utilisé pour le stockage, la régularisation et le contrôle des ressources en eau. Terme polysémique « réservoir », peut aussi se définir comme un espace de stockage de fluides, de gaz, lubrifiants ou hydrocarbures. Les réservoirs d'eau au niveau du sol, élevé ou enterrés sont également appelés citernes. La plupart des citernes souterraines sont utilisées pour stocker des liquides, principalement de l'eau ou du pétrole. Sont appelés « réservoir » également les étangs, lac ou bassin, naturel ou artificiel, pour l'emmagasinement, la régulation et la maîtrise de l'eau.
Un bassin artificiel ou agrandi, un lac artificiel est créé pour le stockage des eaux, ou pour créer un plan d'eau, via une digue en travers d'une vallée, ou un barrage, ou via une écluse. Les bassins artificiels, peuvent aussi être créés par excavation ou en construisant un certain nombre de murs de soutènement.

## Types

### Vallées endiguées

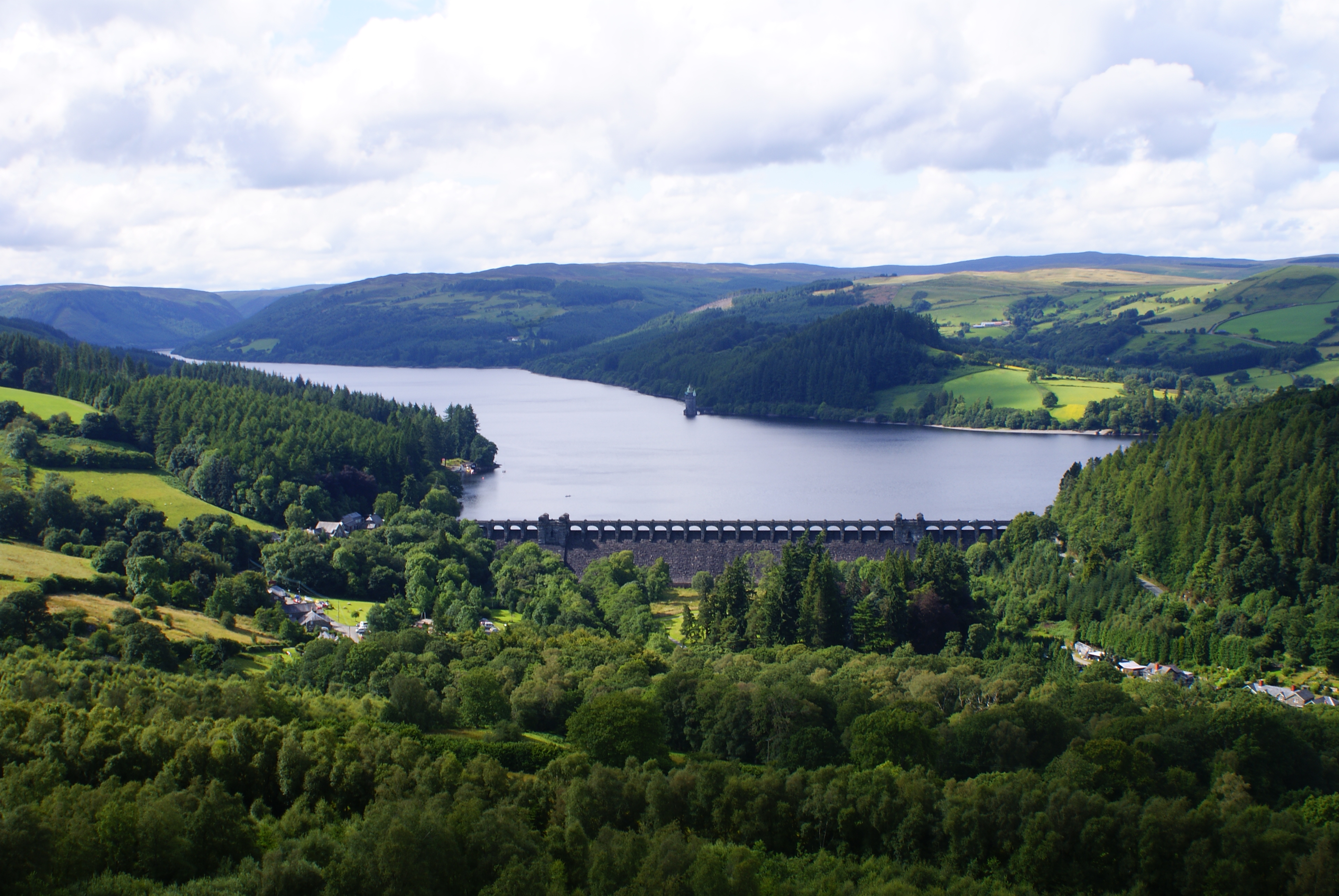
Réservoir du lac Vyrnwy. Le barrage qui enjambe la vallée de Vyrnwy fut le premier grand barrage en pierre construit au Royaume-Uni.

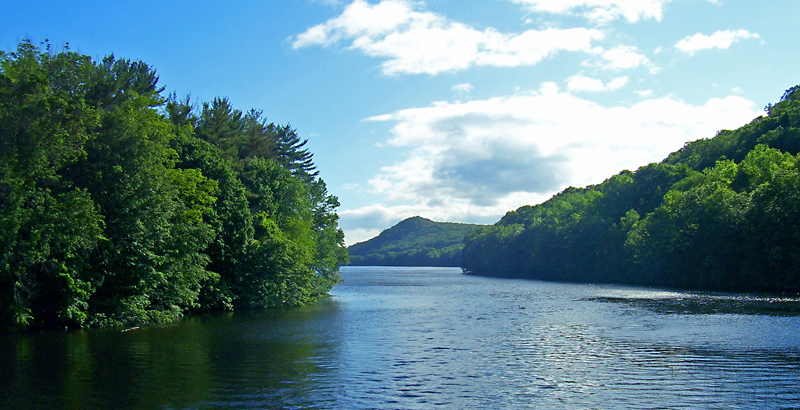
East Branch Reservoir, qui fait partie du système d'approvisionnement en eau de la ville de New York, est formé par la retenue de l'affluent oriental de la rivière Croton.

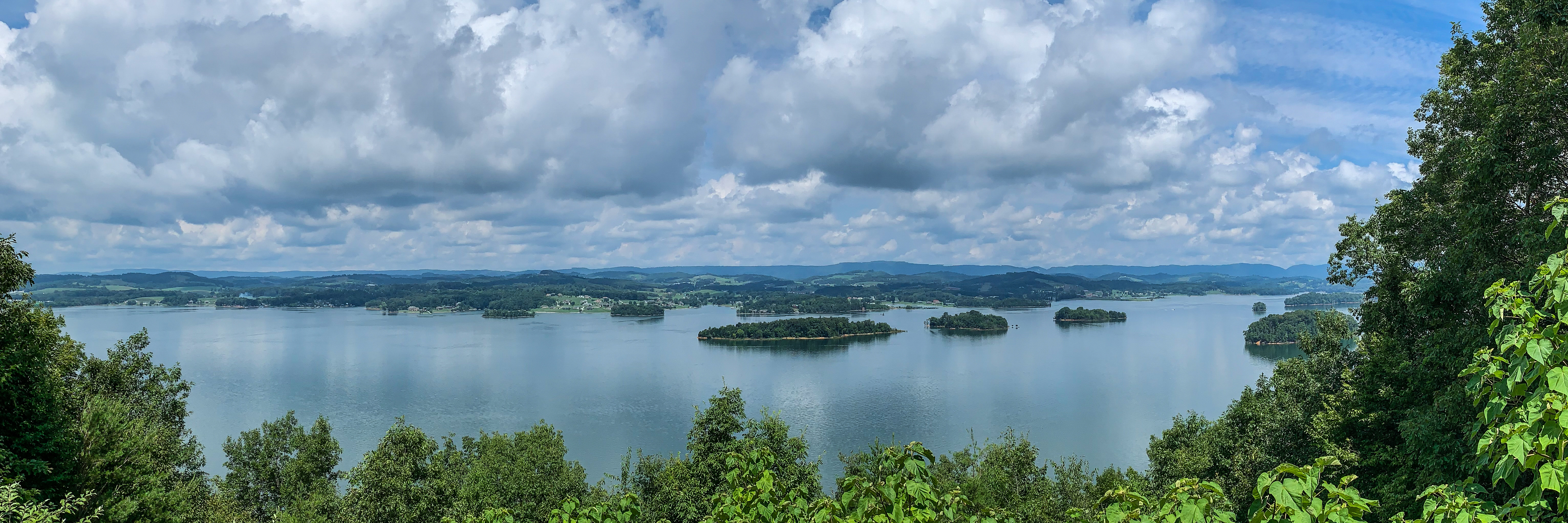
Lac Cherokee au Tennessee. Il a été formé après l'endiguement de la vallée de la rivière Holston par la Tennessee Valley Authority en 1941 dans le cadre des efforts du New Deal pour amener l'électricité dans la vallée du Tennessee.

Un barrage construit dans une vallée s'appuie sur la topographie naturelle pour fournir la majeure partie du bassin du réservoir. Les barrages sont généralement situés dans une partie étroite d'une vallée, en aval d'un bassin naturel. Les flancs de la vallée agissent comme des murs naturels, le barrage étant situé au point pratique le plus étroit pour fournir de la solidité et un coût de construction le plus bas possible. Dans de nombreux projets de construction de lacs de barrage, des personnes doivent être déplacées et relogées, des artefacts historiques ou des environnements rares déplacés. Abou Simbel , déplacés avant la construction du barrage d'Assouan pour créer le lac Nasser à partir du Nil en Égypte, ou Borgo San Pietro du Petrella Salto pendant la construction du Lago del Salto sont des exemples de déplacement d'infrastructures.
La construction d'un réservoir dans une vallée nécessitera généralement que la rivière soit détournée pendant une partie de la construction, souvent à travers un tunnel temporaire ou un canal de dérivation.
Dans les régions vallonnées, les lacs de barrage sont souvent construits en agrandissant les lacs existants. Parfois, dans de tels réservoirs, le nouveau niveau d'eau supérieur dépasse la hauteur du bassin versant sur un ou plusieurs des cours d'eau d'alimentation, comme à Llyn Clywedog en Galles centrales. Dans de tels cas, des barrages latéraux supplémentaires sont nécessaires pour contenir le réservoir.
Lorsque la topographie est mal adaptée à un seul grand réservoir, un certain nombre de réservoirs plus petits peuvent être construits en chaîne, comme dans la vallée de la rivière Taff au pays de Galles où les réservoirs Llwyn-on, Cantref et Beacons forment une chaîne.

### Réservoir côtier
Les réservoirs côtiers sont des réservoirs de stockage d'eau douce situés sur la côte près de l'embouchure de la rivière et qui stockent l'eau de crue d'un cours d'eau. Comme la construction du réservoir terrestre est consommatrice importante de terres, le réservoir côtier est préféré économiquement et techniquement car il n'empiète pas sur les terres. De nombreux réservoirs côtiers furent construits en Asie et en Europe. Saemanguem en Corée du Sud, Marina Barrage à Singapour, Qingcaosha en Chine et Plover Cove à Hong Kong, sont quelques exemples de réservoirs côtiers existants.

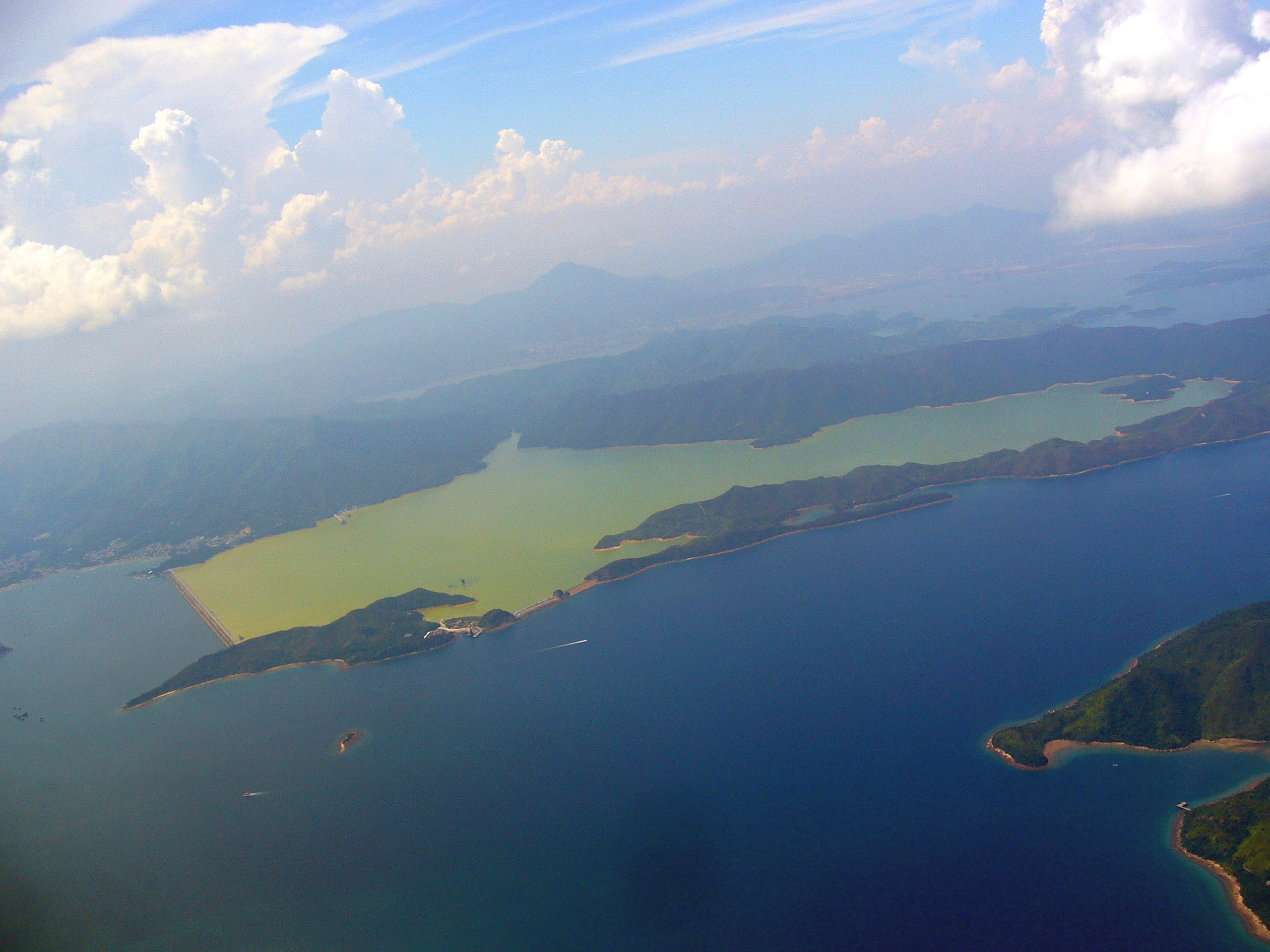
Vue aérienne du réservoir côtier de Plover Cove.

### Stockage sur les berges
Lorsque l'eau est pompée ou siphonnée d'une rivière de qualité ou de taille variable, des réservoirs peuvent être construits  sur les berges pour stocker l'eau. Ces réservoirs sont généralement formés en partie par excavation et en partie en construisant une digue de ceinture ou berge encerclante complète, qui peut dépasser 6 km de circonférence. Le fond du réservoir et la digue doivent avoir un revêtement ou un noyau imperméable: au départ, ils étaient souvent en argile (béton de terre, puddled clay), mais ce système a généralement été remplacé par l'utilisation moderne noyau central en argile compactée (rolled clay). L'eau stockée dans de tels réservoirs peut y rester plusieurs mois, période pendant laquelle les processus biologiques normaux peuvent réduire considérablement de nombreux contaminants et éliminer presque toute turbidité. L'utilisation de réservoirs sur les berges permet également d'arrêter le captage d'eau pendant un certain temps, lorsque la rivière est polluée de manière inacceptable ou lorsque les conditions de débit sont très faibles en raison de la sécheresse. Le système d'approvisionnement en eau de Londres est un exemple d'utilisation du stockage sur les berges: l'eau provient de la Tamise et de la rivière Lee; plusieurs grands réservoirs de berge de la Tamise tels que le réservoir Queen Mary peuvent être vus à l'approche de l'aéroport de Londres Heathrow.

### Réservoir de service
Les réservoirs de service, stockent l'eau potable entièrement traitée à proximité du point de distribution. De nombreux réservoirs de service sont construits comme des châteaux d'eau, des structures surélevées sur des piliers en béton là où le paysage est relativement plat. D'autres réservoirs de service peuvent être presque entièrement souterrains, en particulier dans les contrées vallonnées ou montagneuses. Au Royaume-Uni, Thames Water possède de nombreux réservoirs souterrains (parfois également appelés cistern) construits dans les années 1800, dont la plupart sont revêtus en briques. Le réservoir Honor Oak à Londres par exemple, construit entre 1901 et 1909, quand il fut achevé, le plus grand réservoir souterrain construit en brique au monde, demeure toujours l'un des plus grands d'Europe,.
Les réservoirs de service remplissent plusieurs fonctions, notamment d'assurer une hauteur d'eau suffisante dans le système de distribution d'eau et fournir une capacité en eau pour égaliser la demande de pointe des consommateurs, permettant à la station de traitement de fonctionner avec une efficacité optimale. Les grands réservoirs de service peuvent également être gérés pour réduire le coût du pompage, en remplissant le réservoir à des moments de la journée où les coûts énergétiques sont faibles.

## Histoire

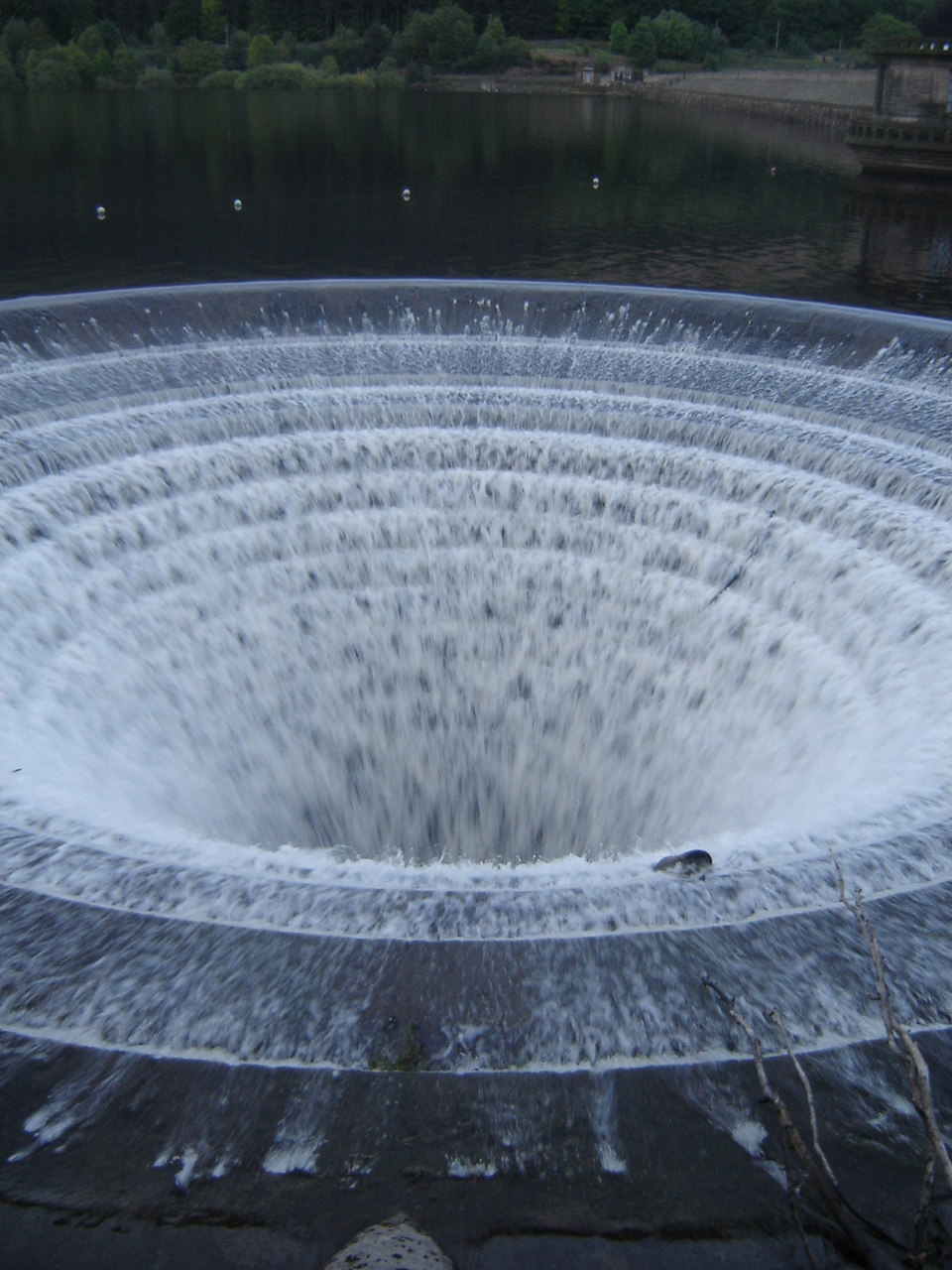
Exemple de trop-plein de réservoir captant l'eau de surface et la réoxygénant

Depuis l'Antiquité, on a cherché à stocker l'eau, notamment pour l'irrigation, en construisant des barrages sur les cours d'eau. Ces retenues ont souvent aussi joué un rôle de vivier et depuis le XXe siècle de nombreux grands réservoirs ont fait l'objet d'aménagement ou de gestion piscicoles (dont en zone tropicale). Cette activité connexe a parfois contribué à l'introduction et à la dispersion d'espèces envahissantes. Lors des vidanges de réservoirs des opérations de récupération du poisson sont parfois organisées.
Vers 3000 av. J.-C., les cratères de volcans éteints en Arabie étaient utilisés comme réservoirs par les agriculteurs pour l'irrigation.
Le climat sec et la rareté de l'eau en Inde (en) conduisirent au développement précoce de puits étagés (Bâoli) et de techniques de gestion des ressources en eau, compris la construction d'un réservoir à Girnar en 3000 av. J.-C.. Des lacs artificiels datant du Ve siècle ont été découverts dans la Grèce antique. Le lac artificiel Bhojsagar dans l'actuel État indien du Madhya Pradesh, construit au XIe siècle, couvrait 650 km2 de surface.
Le royaume de Koush inventa le Hafir, un type de réservoir, pendant la période méroïtique. 800 hafirs anciens et modernes sont enregistrés dans la ville méroïtique de Butana. Les Hafirs captent l'eau pendant la saison des pluies afin de s'assurer que l'eau est disponible pendant plusieurs mois pendant la saison sèche, pour fournir de l'eau potable, irriguer les champs et abreuver le bétail. Le Grand Réservoir près du Temple du Lion à Musawwarat es-Sufra est un hafir notable à Kush.
Au Sri Lanka, de grands réservoirs furent créés par les anciens rois cinghalais afin d'économiser l'eau pour l'irrigation. Le célèbre roi sri-lankais Parākramabāhu I du Sri Lanka déclara qu'il ne fallait laisser aucune goutte d'eau s'infiltrer dans l'océan sans qu'elle profite à l'humanité. Il créa le réservoir Parakrama Samudra (mer du roi Parakrama). De vastes réservoirs artificiels furent également construits par divers royaumes anciens du Bengale, de l'Assam et du Cambodge.

## Utilisations

### Approvisionnement direct en eau

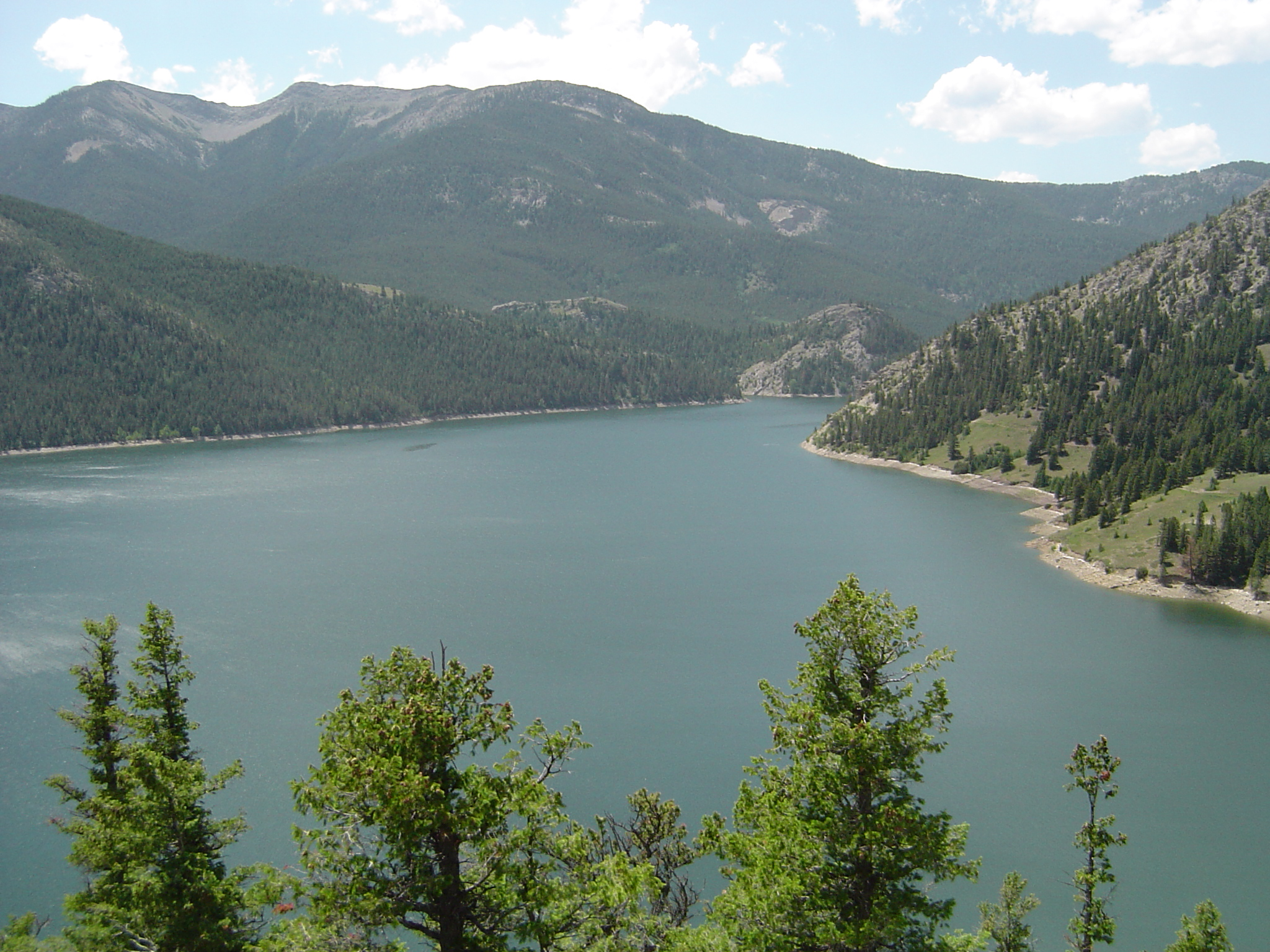
Gibson Reservoir, Montana

De nombreux réservoirs fluviaux endigués et la plupart des réservoirs de rive sont utilisés pour alimenter en eau brute une usine de traitement des eaux qui fournit de l'eau potable par un réseau de distribution. Le réservoir ne retient pas simplement l'eau jusqu'à ce qu'elle soit nécessaire: il peut également être la première partie du processus de traitement de l'eau. Le temps de rétention de l'eau avant sa libération est appelé durée de rétention. Il s'agit d'une caractéristique de conception qui permet aux particules et aux limons de se déposer, ainsi que du temps pour un traitement biologique naturel à l'aide d'algues, de bactéries et de zooplancton qui vivent naturellement dans l'eau. Cependant, les processus limnologiques naturels dans les lacs à climat tempéré produisent une stratification de la température dans l'eau, ce qui tend à répartir certains éléments tels que le manganèse et le phosphore dans de l'eau anoxique profonde et froide, pendant les mois d'été. En automne et en hiver, le lac redevient totalement mélangé. En période de sécheresse, il est parfois nécessaire de puiser les eaux froides du fond du réservoir, et les niveaux élevés de manganèse en particulier peuvent causer des problèmes dans les usines de traitement des eaux.

### Hydroélectricité
Un lac de barrage accolé à une centrale hydroélectrique permet de stocker l'eau pour l'utiliser en période de pointe de consommation, et d'utiliser la hauteur de chute créée par le barrage pour tirer toute la puissance de ses générateurs électriques.

Barrage hydroélectrique en coupe transversale.

En 2005, environ 25 % des 33 105 grands barrages du monde (de plus de quinze mètres de hauteur) étaient utilisés pour l'hydroélectricité. Les États-Unis produisent 3 % de leur électricité à partir de 33 105 barrages de toutes tailles. Une initiative est en cours pour rénover davantage de barrages afin de bien utiliser l'infrastructure existante, et afin de fournir à de nombreuses petites collectivités avec une source d'énergie fiable. Un réservoir produisant de l'hydroélectricité comprend des turbines reliées au réservoir par des tuyaux de grand diamètre. Ces groupes électrogènes peuvent être à la base du barrage ou à une certaine distance. Dans une vallée fluviale plate, un réservoir doit être suffisamment profond pour créer une charge hydraulique au niveau des turbines; et s'il y a des périodes de sécheresse, le réservoir doit contenir suffisamment d'eau pour atteindre le débit moyen de la rivière tout au long de l'année ou des années. L'hydroélectricité au fil de l'eau dans une vallée escarpée à débit constant n'a pas besoin de réservoir.
Certains réservoirs produisant de l'hydroélectricité utilisent la recharge par pompage: un réservoir de niveau haut est rempli d'eau à l'aide de pompes électriques haute performance, à des moments où la demande d'électricité est faible, puis il utilise cette eau stockée pour produire de l'électricité en libérant l'eau dans un réservoir de niveau bas lorsque la demande d’électricité est élevée. Ces systèmes sont appelés pompage-turbinage.

### Contrôle des sources d'eau

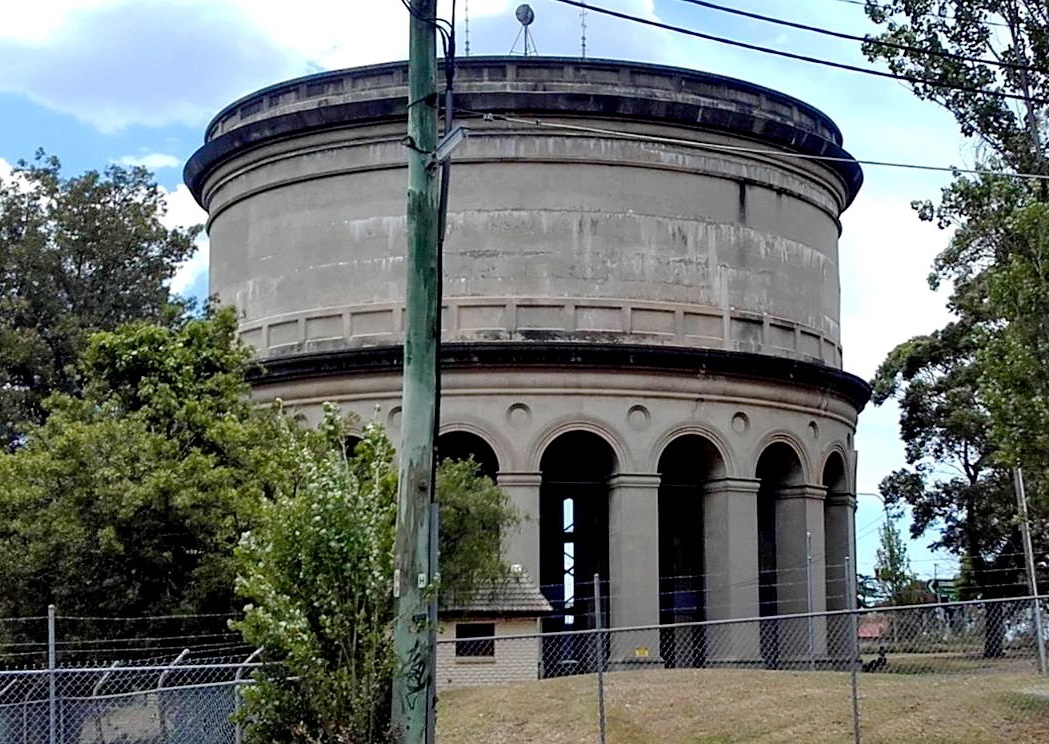
Réservoir de Bankstown à Sydney.

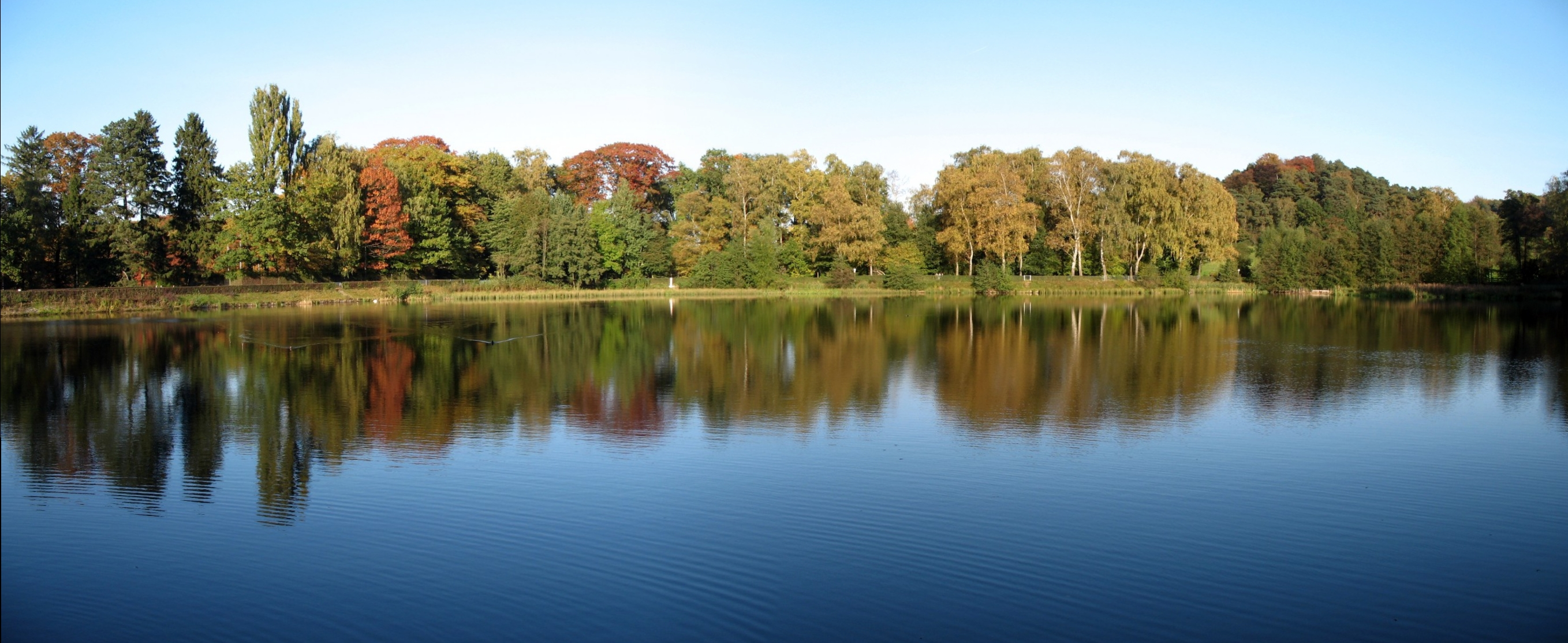
Réservoir de Kupferbach, réservé aux loisirs, près d' Aix -la- Chapelle / Allemagne.

Les réservoirs peuvent être utilisés de différentes manières pour contrôler le débit de l'eau dans les cours d'eau en aval.
- Approvisionnement en eau en aval - l'eau peut être rejetée d'un réservoir en altitude afin qu'elle puisse être prélevée pour l'eau potable plus bas dans le système, parfois à des centaines de kilomètres plus en aval.
- Irrigation - l'eau contenue dans un réservoir d'irrigation peut être rejetée dans des réseaux de canaux pour être utilisée sur les terres agricoles ou les systèmes d'eau secondaires. L'irrigation peut également être soutenue par des réservoirs qui maintiennent le débit de la rivière, permettant à l'eau d'être prélevée pour l'irrigation plus bas en aval de la rivière[30].
- Contrôle des crues - également connu sous le nom de réservoirs d'équilibre ou de bassins de compensation, les réservoirs de contrôle des crues collectent l'eau en période de très fortes précipitations, puis la libèrent lentement au cours des semaines ou des mois qui suivent. Certains de ces réservoirs sont construits de l'autre côté de la ligne du fleuve, le débit continu étant contrôlé par une plaque à orifice. Lorsque le débit de la rivière dépasse la capacité de la plaque à orifice, l'eau s'accumule derrière le barrage; mais dès que le débit diminue, l'eau derrière le barrage est lentement libérée jusqu'à ce que le réservoir soit à nouveau vide.
- Dans certains cas, ces réservoirs ne fonctionnent que quelques fois en une décennie, et les terres derrière le réservoir peuvent être aménagées en tant que terres communautaires ou récréatives. Une nouvelle génération de barrages d'équilibrage est en cours de développement pour lutter contre les conséquences possibles du changement climatique. Ils sont appelés «réservoir d'écrêtement des crues» (en anglais : Flood Detention Reservoir). Parce que ces réservoirs resteront secs pendant de longues périodes, il peut y avoir un risque de dessèchement du noyau d'argile, réduisant sa stabilité structurelle. Les développements récents incluent l'utilisation d'un noyau de remplissage composite fabriqué à partir de matériaux recyclés comme alternative à l'argile.
- Canaux - Là où l'eau d'un cours d'eau naturel n'est pas disponible pour être détournée dans un canal, un réservoir peut être construit pour garantir le niveau d'eau dans le canal: par exemple, lorsqu'un canal monte à travers des écluses pour traverser une chaîne de collines[31] (exemple : le lac de Saint Ferréol alimentant le Canal du Midi au seuil de Naurouze).
- Loisirs - de l'eau peut être libérée d'un réservoir pour créer ou compléter des conditions d'eau vive pour le kayak et d'autres sports d'eau vive[32]. Sur les rivières à salmonidés, des lâchers spéciaux (appelés freshets en Grande-Bretagne, courant d'eau douce(?)) sont faits pour encourager les comportements de migration naturelle chez les poissons et pour fournir une variété de conditions de pêche aux pêcheurs.

### Alimentation en eau des canaux

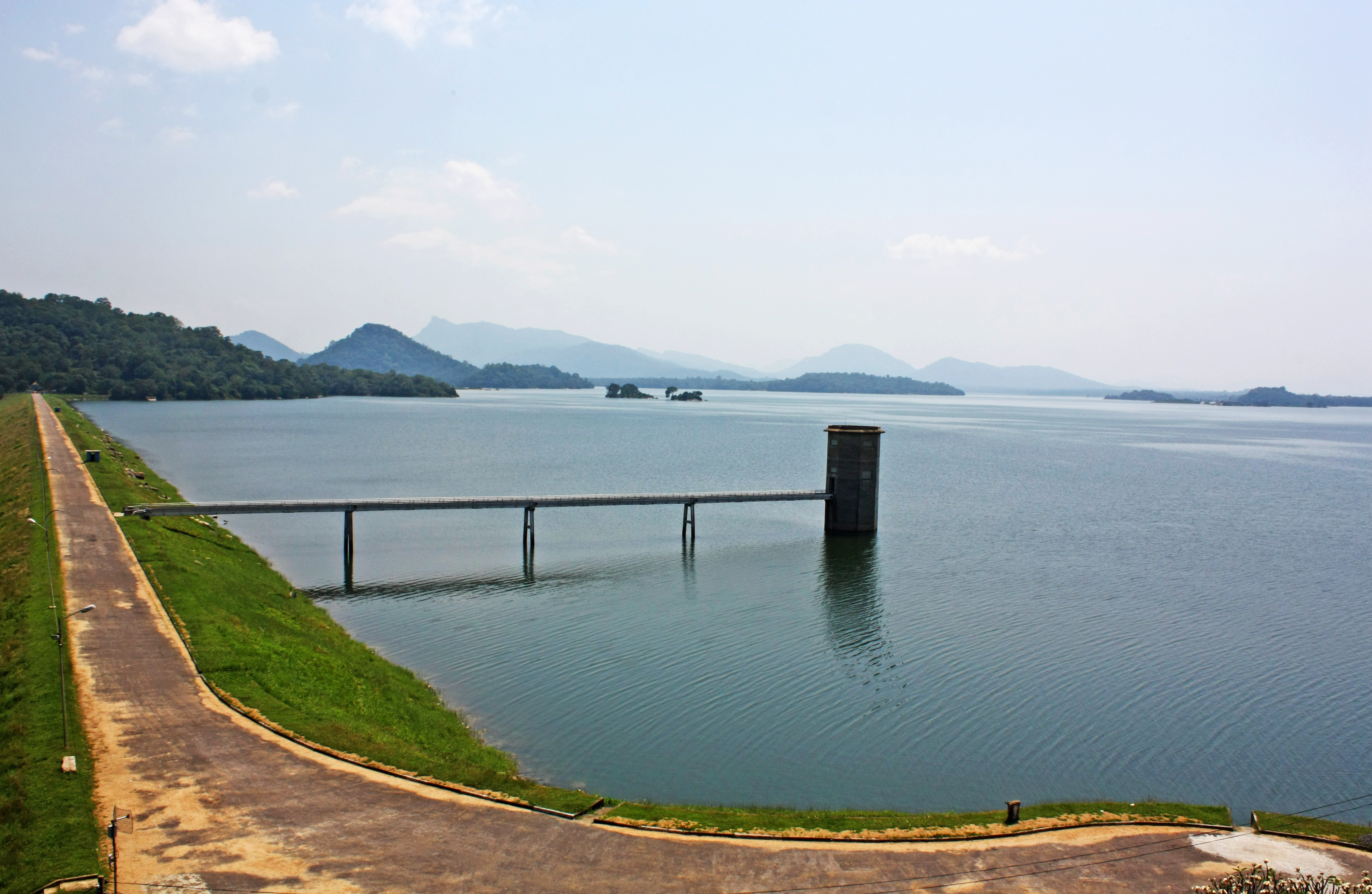
Lac en amont du barrage Gal Oya au Sri Lanka.

Les canaux sont des voies d'eau artificielles. Il est donc nécessaire de les alimenter en eau par des réservoirs qui stockent de l'eau permettant de régulariser le niveau d'eau. Dans les cas d'un canal à bief de partage, un réservoir particulier est le plus souvent prévu pour alimenter ce bief.
Ces réservoirs se composent :
- d'une digue pour clore une portion de vallée permettant de constituer le réservoir ;
- d'un déversoir qui évacue les trop-pleins ;
- de bondes, qui sont des aqueducs à travers la digue pour vider le réservoir. Pour les réservoirs de grande hauteur, il y a des bondes à différentes hauteurs. Quand il est nécessaire de vider le réservoir pour faire des travaux, la bonde particulière à cette opération est appelée bonde de fond ou aqueduc de vidange ;
- de vannes de prise d'eau ;
- de fosses d'enceinte, qui permettent d'éviter l'encombrement par le dépôt de terres et de sables apportés par les eaux remplissant le réservoir ;
- de rigoles de prise d'eau, à l'amont pour remplir le réservoir, à l'aval pour alimenter le canal en eau.

### Équilibrage des flux
Les réservoirs peuvent être utilisés pour équilibrer le débit dans les systèmes hautement gérés, en absorbant l'eau pendant les débits élevés et en la relâchant pendant les faibles débits. Pour que cela fonctionne sans pompage, il faut un contrôle minutieux des niveaux d'eau à l'aide de déversoirs. À l'approche d'une tempête majeure, les exploitants du barrage calculent le volume d'eau que la tempête ajoutera au réservoir. Si les eaux pluviales prévues débordent du réservoir, l'eau est lentement évacuée du réservoir avant et pendant la tempête. Si cela se fait avec un délai suffisant, la tempête majeure ne remplira pas le réservoir et les zones en aval ne subiront pas de flux dommageables. Des prévisions météorologiques précises sont essentielles pour que les exploitants de barrages puissent planifier correctement les rabattements avant un événement de fortes pluies. Les exploitants de barrage ont attribué les inondations de 2010-2011 dans le Queensland à une mauvaise prévision météorologique. Des exemples de réservoirs hautement gérés sont le Barrage Burrendong en Australie et le lac Bala (Llyn Tegid) dans le pays de Galles du Nord. Le lac Bala est un lac naturel dont le niveau a été élevé par un barrage bas et dans lequel la rivière Dee s'écoule ou se décharge en fonction des conditions d'écoulement, dans le cadre du système de régulation de la rivière Dee. Ce mode de fonctionnement est une forme de capacité hydraulique dans le système fluvial.

### Loisirs

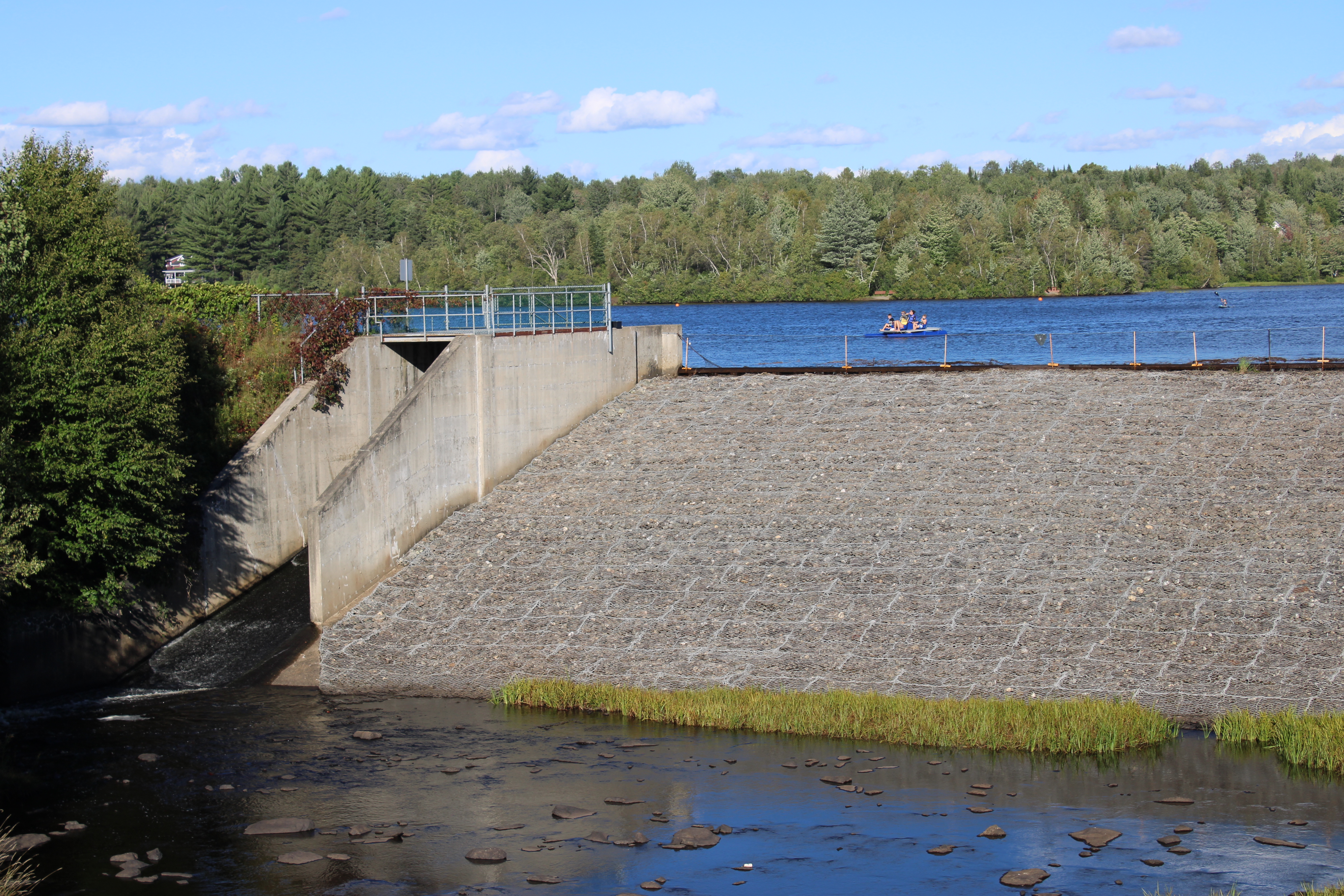
Le lac Boissonneault est un lac de barrage à Saint-Claude, Québec, Canada.

De nombreux réservoirs permettent souvent certaines utilisations récréatives, comme la pêche et la navigation de plaisance. Des règles spéciales peuvent s'appliquer pour la sécurité du public et pour protéger la qualité de l'eau et l'écologie des environs. De nombreux réservoirs soutiennent et encouragent maintenant des activités récréatives moins formelles et moins structurées telles que l'histoire naturelle, l'observation des oiseaux, la peinture de paysage, la marche et la randonnée, et fournissent souvent des panneaux d'information et du matériel d'interprétation pour encourager une utilisation responsable.

## Opération
L'eau qui tombe sous forme de pluie en amont du réservoir, ainsi que toute eau souterraine émergeant sous forme de sources, est stockée dans le réservoir. Tout excès d'eau peut être déversé via un déversoir spécialement conçu. L'eau stockée peut être acheminée par gravité pour être utilisée comme eau potable, pour produire de l' hydroélectricité ou pour maintenir le débit des rivières pour soutenir les utilisations en aval. Parfois, les réservoirs peuvent être gérés pour retenir l'eau lors d'événements de fortes pluies afin de prévenir ou de réduire les inondations en aval. Certains réservoirs supportent plusieurs usages et les règles de fonctionnement peuvent être complexes.

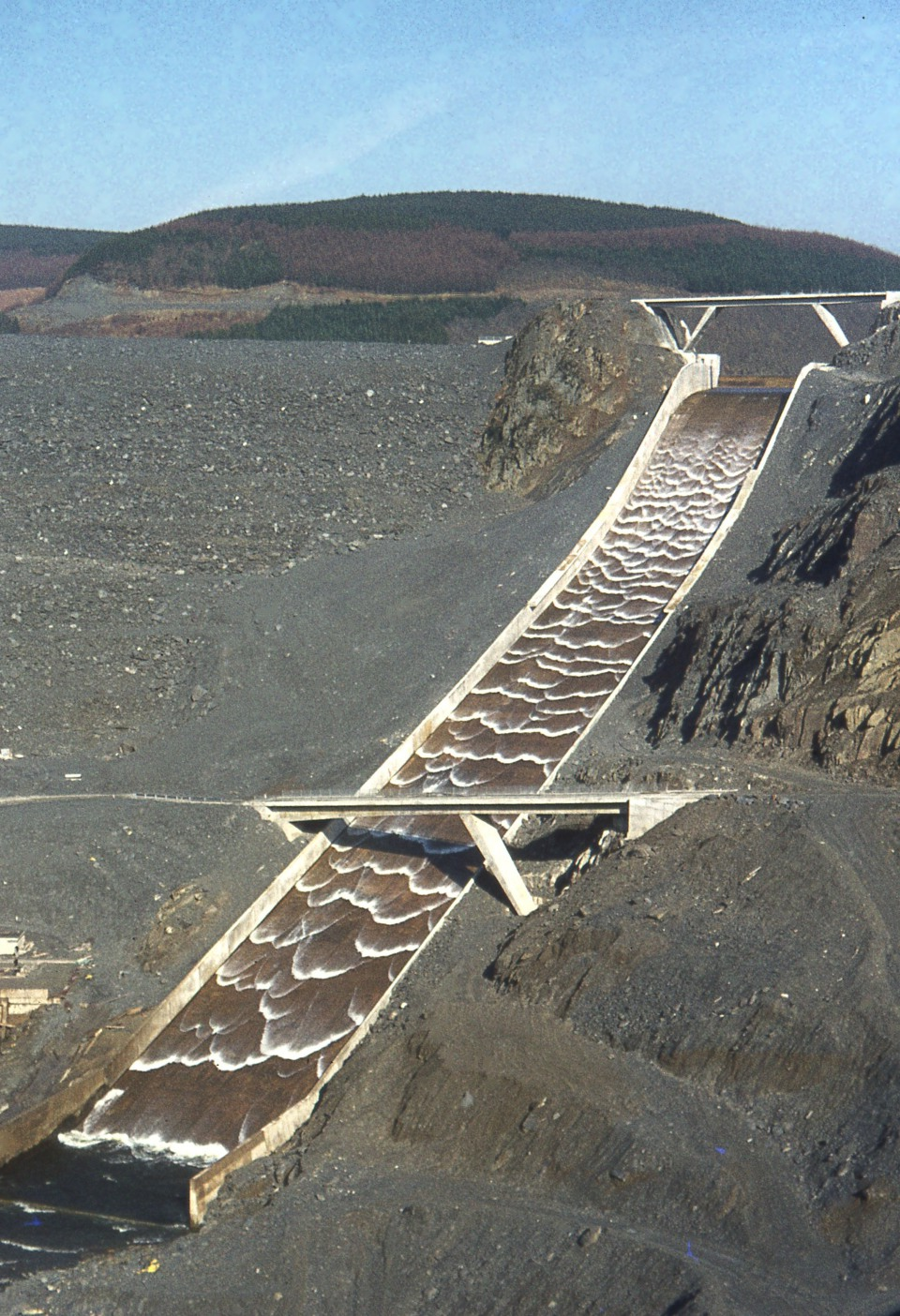
Déversoir du barrage de Llyn Brianne au Pays de Galles.

La plupart des réservoirs modernes ont une tour de soutirage spécialement conçue qui peut évacuer l'eau du réservoir à différents niveaux, à la fois pour accéder à l'eau lorsque le niveau d'eau baisse et pour permettre à l'eau d'une qualité spécifique d'être rejetée dans la rivière en aval à titre d' "eau de compensation " (débit réservé): les exploitants de nombreux réservoirs de montagne ou en rivière ont l'obligation de rejeter de l'eau dans la rivière en aval pour maintenir la qualité de la rivière, soutenir la pêche, maintenir les utilisations industrielles et récréatives en aval ou à d'autres fins. Ces rejets sont connus sous le nom d' eau de compensation .

### Terminologie

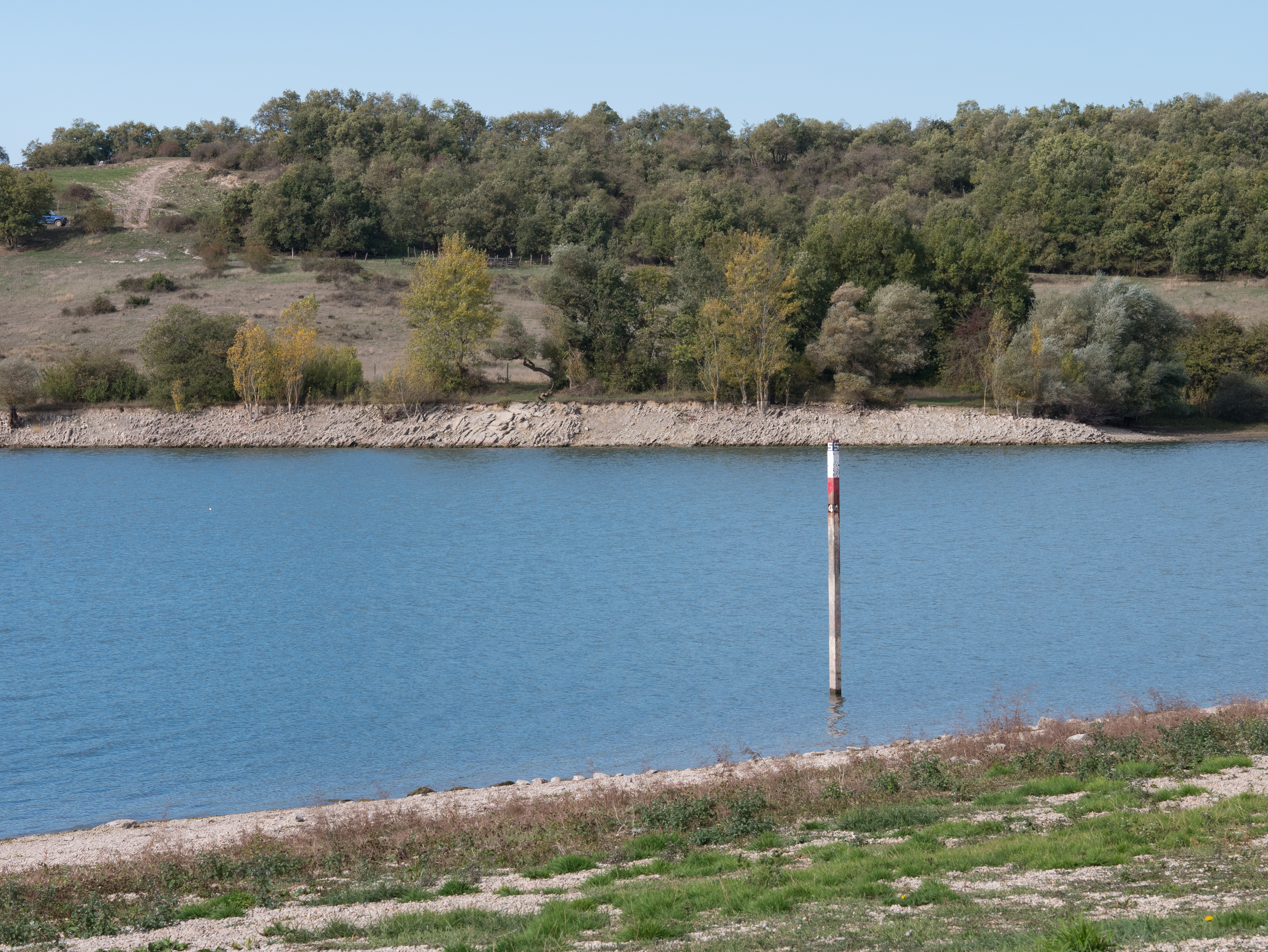
Marqueur de niveau d'eau dans un réservoir.

Les unités utilisées pour mesurer les superficies et les volumes des réservoirs varient d'un pays à l'autre. Dans la plupart des pays du monde, les zones de réservoir sont exprimées en kilomètres carrés ; aux États-Unis, les acres sont couramment utilisées. Pour le volume, les mètres cubes ou les kilomètres cubes sont largement utilisés, les acres-pieds étant utilisés aux États-Unis.
La capacité, le volume ou le stockage d'un réservoir sont généralement divisés en zones distinctes. La tranche morte ou tranche non vidangeable (anglais : dead or inactive storage) fait référence à l'eau dans un réservoir qui ne peut pas être drainée par gravité à travers les ouvrages de vidange d'un barrage, le déversoir ou la prise de la centrale électrique et ne peut être pompée. La tranche morte permet aux sédiments de se déposer, ce qui améliore la qualité de l'eau et crée également une zone pour les poissons pendant les bas niveaux. La capacité utile d'un réservoir ou sa réserve utile (en anglais : active storage or live storage) est la partie du réservoir qui peut être utilisée pour le contrôle des crues, la production d'énergie, la navigation et les rejets en aval. De plus, la « capacité de contrôle des crues » (en anglais : flood control capacity) d'un réservoir est la quantité d'eau qu'il peut réguler lors d'une crue. La « capacité supplémentaire » (en anglais : surcharge capacity) est la capacité du réservoir au-dessus du seuil de déversoir (en anglais : spillway crest) qui ne peut être régulée.
Aux États-Unis, l'eau en dessous du niveau maximum normal d'un réservoir est appelée « réserve d'eau » (en anglais : conservation pool).
Au Royaume-Uni, le « niveau normal de retenue » (anglais : top water level) décrit l'état du réservoir plein, tandis que « fully drawn down » décrit le volume minimal retenu.

### Modélisation de la gestion des réservoirs
Il existe une grande variété de logiciels pour la modélisation des réservoirs, du très spécialisé Safety Program Management Tools (DSPMT) au relativement simple WAFLEX (en), aux modèles intégrés comme le Water Evaluation And Planning system (en) (WEAP) qui place les opérations de réservoir dans le contexte du système élargi demandes et fournitures.

## Apports de particules solides dans un lac de barrage
Un lac de barrage est une retenue qui reçoit du bassin versant, des apports en eau, mais aussi des apports solides issus de l'environnement du lac de barrage, appelés sédiment, dont les caractéristiques sont fortement liées à la géologie, à la morphologie du bassin versant et du cours d'eau, à la conception du lac de barrage et à leur durée d'accumulation dans la retenue du barrage. Les sédiments sont de plusieurs origines et leurs transports se fait principalement sous deux formes, par charriage ou suspension.
L'accumulation de ces particules solides dans la retenue a plusieurs causes dont les principales tiennent aux conditions d'exploitation du barrage, la qualité de la colonne d'eau, les obstructions de prise d'eau, de la manœuvre de vanne et des ouvrages de sécurité, etc.

### Origine des particules solides
Les particules solides sont d'origines naturelles — endogènes c'est-à-dire qu'elles proviennent de la matière organique, ou exogènes, des particules minérales —  ou anthropiques. Les particules naturelles sont issues de l'érosion éolienne des sols, de l'érosion hydrique du bassin et des feuilles d'arbres transportées par le vent et tombées dans les cours d'eau. Les particules d'origines anthropiques sont de nature organique et proviennent des activités industrielles, urbaines et agricoles. Ces particules sont la source d'envasement et de pollution des retenues d'eau car elles contiennent des polluants notamment des métaux lourds (éléments-traces métalliques).

### Transport des particules solides
Le transport des sédiments dans les retenues d'eau se fait principalement par charriage ou par suspension: Le transport par charriage est un mouvement de fond par le cycle de roulement ou saltation qui concerne les matériaux grossiers (sable, gravier...). Le transport par suspension est un transport qui se fait surtout en période de crue. Les particules en suspension dans l'eau se déplacent selon le sens et la vitesse d'écoulement. Selon les sources de EDF les matériaux en suspension constituent normalement 90 à 95 % de la totalité des matériaux transportés.
En analysant le mécanisme de dépôt des sédiments selon le diagramme de Hjulstrom on constate que la vitesse de sédimentation et le transport des particules sédimentaires sont liés à leurs granulométries. Pour les sables fins et galets, plus la vitesse d'écoulement est grande, plus on peut mobiliser des grains de grande dimension. Le phénomène est contraire pour les particules de granulométrie plus petite qui sont caractérisées par leur force de cohésion et un effet électrostatique.

### Composition des particules solides
Globalement, les sédiments sont constitués de plusieurs éléments qui peuvent être regroupés en plusieurs phases : une phase organique, une phase inorganique ou minérale, des polluants et l'eau.
L'eau sature les sédiments au fond des barrages. Elle est présente dans toutes les composantes des sédiments. Une fois les sédiments dragués des barrages, l'eau occupe environ 100 à 300 % en masse, c'est-à-dire que les sédiments issus des retenues sont totalement saturés lors du dragage. Cependant il est bien de noter que le type la teneur en eau des sédiments dépend fortement du type de dragage utilisé.
La phase organique est composée principalement de la matière organique vivante, matière organique fraiche, l'humus, les composés en cours d'évolution. Cette phase, en termes de masse, est moins représentative par rapport à la phase minérale mais modifie énormément les caractéristiques physiques des particules.
La phase inorganique ou minérale principalement composée de cailloux, gravillons, gravier, sable, de squelettes d'organismes, constitue la partie granulaire des sédiments. C'est essentiellement cette partie qui est à la base de l'envasement des retenues d'eau. Ces particules sont pour la plupart d'origines terrigènes et proviennent de l'érosion des sols.
Les polluants sont fixés aux particules solides et sont sources de pollution de la colonne d'eau de la retenue, du sol et de la nappe phréatique. Selon la littérature, les polluants sont essentiellement composés d'éléments-traces métalliques qui sont issus des activités humaines de stockage des déchets industriels et urbains, des pratiques agricoles, des pollutions atmosphériques. Il faut aussi signaler que les particules au fond des retenues d'eau sont de très fine dimension et sont susceptibles de contenir une quantité énorme de polluants.

## Impact environnemental
À cause des pratiques agricoles exacerbant les phénomènes d'érosion des sols, et sources de pollutions par les pesticides et des eutrophisants, de nombreux réservoirs de barrages se sont envasés et leurs sédiments peuvent être devenus toxiques ou impropres à une utilisation comme amendement agricole (ce qui était autrefois leur destination). L'artificialisation des cours d'eau qu'ils induisent a des impacts forts sur les débits saisonniers, la circulation des poissons migrateurs, les volumes d'eau réservés (débit réservé) pour l'aval, mais aussi sur le taux d'oxygène et la température de l'eau dans le réservoir mais aussi en aval.
En comparant des cours d'eau très semblables, dont l'un possède un lac-réservoir de barrage et l'autre non, on a constaté qu'en été, la présence d'un lac de barrage modifiait de manière très complexe la température de l'eau en aval ; avec de fortes variations selon les conditions hydrométéorologiques, la façon dont le réservoir est utilisé pour réguler les flux en aval, la configuration du barrage et son volume d'eau (cf. l'inertie thermique), une éventuelle stratification thermique du réservoir et la profondeur de la prise de l'eau libérée en aval. Certains barrages disposent d'équipements de déstratification (c'est le cas par exemple du lac de Mas Chaban (Charente, France) ).
L'effet sur la température varie selon l'heure, le jour, la saison et même selon les années. Ceci a des conséquences sur la biologie de la rivière. Moins l'eau est fraiche, moins elle peut contenir d'oxygène dissous. Les salmonidés ont par exemple besoin d'une eau très fraiche. De plus de nombreux pathogènes pullulent plus facilement dans les eaux chaudes et pauvres en oxygène.

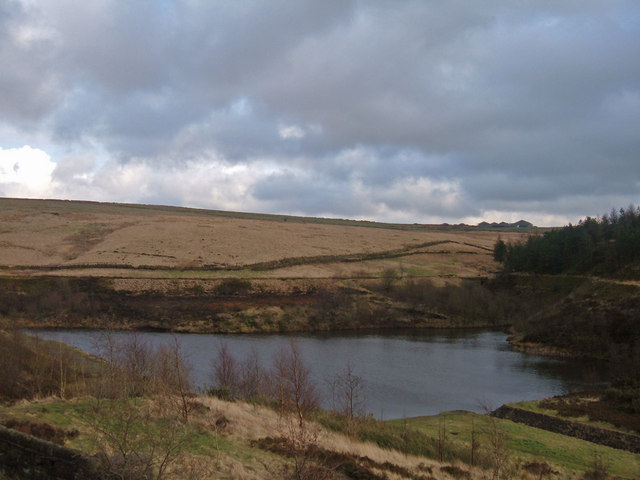
Brushes Clough Reservoir, situé au-dessus de Shaw et Crompton, en Angleterre.

### Impact environnemental sur toute la vie
Tous les réservoirs feront l'objet d'une évaluation des coûts /avantages monétaires avant la construction pour voir si le projet vaut la peine d'être poursuivi. Cependant, une telle analyse peut souvent omettre les impacts environnementaux des barrages et des réservoirs qu'ils contiennent. Certains impacts, comme la production de gaz à effet de serre associée à la fabrication du béton, sont relativement faciles à estimer. D'autres effets sur l'environnement naturel et les effets sociaux et culturels peuvent être plus difficiles à évaluer, mais l'identification et la quantification de ces problèmes sont désormais couramment requises dans les grands projets de construction par les pays développés.

### Changement climatique

#### Émissions de gaz à effet de serre des réservoirs
Les lacs naturels reçoivent des sédiments organiques qui se désintègrent dans un environnement anaérobie libérant du méthane et du dioxyde de carbone. Le méthane rejeté est environ 8 fois plus puissant comme gaz à effet de serre que le dioxyde de carbone.
Au fur et à mesure qu'un réservoir artificiel se remplit, les plantes existantes sont submergées et, pendant les années qu'il faut pour que cette matière se décompose, vont dégager beaucoup plus de gaz à effet de serre que les lacs ne le font. Un réservoir situé dans une vallée ou un canyon étroit peut recouvrir relativement peu de végétation, tandis qu'un réservoir situé dans une plaine peut inonder une grande quantité de végétation. Le site peut être d'abord débarrassé de la végétation ou simplement inondé. Les inondations tropicales peuvent produire beaucoup plus de gaz à effet de serre que dans les régions tempérées.
Le tableau suivant indique les émissions des réservoirs en milligrammes par mètre carré et par jour pour différents plans d'eau.
| Emplacement          | Gaz carbonique | Méthane |
| -------------------- | -------------- | ------- |
| Lacs                 | 700            | 9       |
| Réservoirs tempérés  | 1 500          | 20      |
| Réservoirs tropicaux | 3 000          | 100     |

#### Hydroélectricité et changement climatique
Selon la zone inondée par rapport à l'énergie produite, un réservoir construit pour la production d'hydroélectricité peut réduire ou augmenter la production nette de gaz à effet de serre par rapport à d'autres sources d'énergie.
Une étude de l'Institut national de recherche en Amazonie a révélé que les réservoirs hydroélectriques libèrent une grande impulsion de dioxyde de carbone à partir de la décomposition des arbres laissés debout dans les réservoirs, en particulier pendant la première décennie après les inondations. Cela élève l'impact des barrages sur le réchauffement planétaire à des niveaux beaucoup plus élevés que ce qui se produirait en produisant la même énergie à partir de combustibles fossiles. Selon le rapport de la Commission mondiale sur les barrages (Dams And Development), lorsque le réservoir est relativement grand et qu'aucun défrichement préalable de la forêt dans la zone inondée n'a été entrepris, les émissions de gaz à effet de serre du réservoir pourraient être plus élevées que celles d'un combustible pétrolier conventionnel. centrale thermique . Par exemple, en 1990, la retenue derrière le barrage de Balbina au Brésil (inauguré en 1987) a eu plus de 20 fois plus d'impact sur le réchauffement climatique que la production de la même énergie à partir de combustibles fossiles, en raison de la grande superficie inondée par unité d'électricité produite.
Le barrage de Tucuruí au Brésil (achevé en 1984) n'a eu que 0,4 fois l'impact sur le réchauffement climatique que la production de la même énergie à partir de combustibles fossiles.
Une étude de deux ans sur les rejets de dioxyde de carbone et de méthane au Canada a conclu que même si les réservoirs hydroélectriques émettent des gaz à effet de serre, c'est à une échelle beaucoup plus petite que les centrales thermiques de capacité similaire. L'hydroélectricité émet généralement 35 à 70 fois moins de gaz à effet de serre par TWh d'électricité que les centrales thermiques.
Une diminution de la pollution atmosphérique se produit lorsqu'un barrage est utilisé en place d'une production d'énergie thermique, car l'électricité produite à partir de la production hydroélectrique ne donne lieu à aucune émission de gaz de combustion provenant de la combustion de combustibles fossiles (y compris le dioxyde de soufre, l'oxyde nitrique et le monoxyde de carbone du charbon) .

### Biologie
Les barrages peuvent produire un obstacle pour les poissons migrateurs, les piéger dans une zone, produire de la nourriture et un habitat pour divers oiseaux aquatiques. Ils peuvent également inonder divers écosystèmes terrestres et provoquer des extinctions.
La création de réservoirs peut modifier le cycle biogéochimique naturel du mercure. Après la formation initiale d'un réservoir, il y a une forte augmentation de la production de méthylmercure toxique (MeHg) par méthylation microbienne dans les sols inondés et la tourbe. Les niveaux de MeHg augmentent également dans le zooplancton et les poissons,.

### Impact humain
Les barrages peuvent réduire considérablement la quantité d'eau atteignant les pays en aval, provoquant un stress hydrique entre pays, par exemple le Soudan et l'Égypte, qui endommage les entreprises agricoles des pays en aval et réduit l'eau potable.
Fermes et villages, par exemple Ashopton, peuvent être inondés par la création de réservoirs, ruinant de nombreux moyens de subsistance. Pour cette raison même, 80 millions de personnes dans le monde (chiffre en 2009, d'après le Edexcel GCSE Geography textbook) ont dû être déplacées de force en raison de la construction de barrages.

### Limnologie
La limnologie des réservoirs présente de nombreuses similitudes avec celle des lacs de taille équivalente. Il existe cependant des différences significatives. De nombreux réservoirs connaissent des variations de niveau considérables, produisant des zones importantes qui sont par intermittence sous l'eau ou asséchées. Cela limite grandement la productivité ou les rives d'eau et limite également le nombre d'espèces capables de survivre dans ces conditions.
Les réservoirs des hautes terres ont tendance à avoir un temps de séjour (Durée pendant laquelle l'eau, ou une substance quelconque, demeure dans un compartiment donné du cycle hydrologique) beaucoup plus court que les lacs naturels, ce qui peut conduire à un cycle plus rapide des nutriments à travers le plan d'eau, de sorte qu'ils sont plus rapidement perdus dans le système. Cela peut être vu comme un décalage entre la chimie de l'eau et la biologie de l'eau avec une tendance pour les composants biologiques à être plus oligotrophes que la chimie ne le suggère. (lac oligotrophe est un lac présentant un déficit de nutriments pour les plantes et contenant généralement une grande quantité d'oxygène dissous sans stratification marquée.)
À l'inverse, les réservoirs de plaine puisant l'eau des rivières riches en nutriments peuvent présenter des caractéristiques eutrophiques exagérées car le temps de séjour dans le réservoir est beaucoup plus long que dans la rivière et les systèmes biologiques ont une bien plus grande opportunité d'utiliser les nutriments disponibles.
Les réservoirs profonds avec des tours de soutirage à plusieurs niveaux peuvent rejeter de l'eau froide profonde dans la rivière en aval, ce qui réduit considérablement la taille de tout hypolimnion. Cela peut à son tour réduire les concentrations de phosphore rejetées lors de tout événement annuel de mélange et peut donc réduire la productivité.

### Sismicité
Une sismicité induite (reservoir-triggered seismicity RTS) a souvent été attribuée au remplissage (mise en eau) des réservoirs, car des événements sismiques se sont produits à proximité de grands barrages ou dans leurs réservoirs par le passé. Ces événements peuvent avoir été déclenchés par le remplissage ou le fonctionnement du réservoir, et sont minoritaire par rapport à la quantité de réservoirs dans le monde. Parmi plus de 100 événements enregistrés, certains exemples les plus anciens incluent le barrage de Marathon, de 60 m, en Grèce (1929), le Hoover Dam aux États-Unis (1935), de 221 m de haut. La plupart des événements impliquent de grands barrages et de petites quantités de sismicité. Les quatre seuls événements enregistrés au-dessus d'une magnitude de 6,0 (M w ) incluent le barrage de Koyna en Inde de 103 m de haut, le barrage Kremasta en Grèce, de 120 m de haut, qui ont tous deux enregistré 6,3 M w, le barrage de Kariba en Zambie de 122 m à 6,25-M w et le barrage du Xinfengjiang de 105 m en Chine à 6,1 M w. Des différends sont survenus concernant le moment où le RTS s'est produit en raison d'un manque de connaissances hydrogéologiques au moment de l'événement. Il est admis, cependant, que l'infiltration d'eau dans les pores et le poids du réservoir contribuent aux modèles de RTS. Pour que le RTS se produise, il doit y avoir une structure sismique près du barrage ou de son réservoir et la structure sismique doit être proche de la rupture. De plus, l'eau doit pouvoir s'infiltrer dans les strates rocheuses profondes ; même pour un barrage stockant un réservoir d'une profondeur de plus de 100 m, l'impact du poids supplémentaire de l'eau du réservoir sur le champ de contraintes crustal près de l'hypocentre - qui peut être situé à une profondeur de plus de 10 km - est négligeable en comparaison avec les contraintes de poids mort de la masse rocheuse.

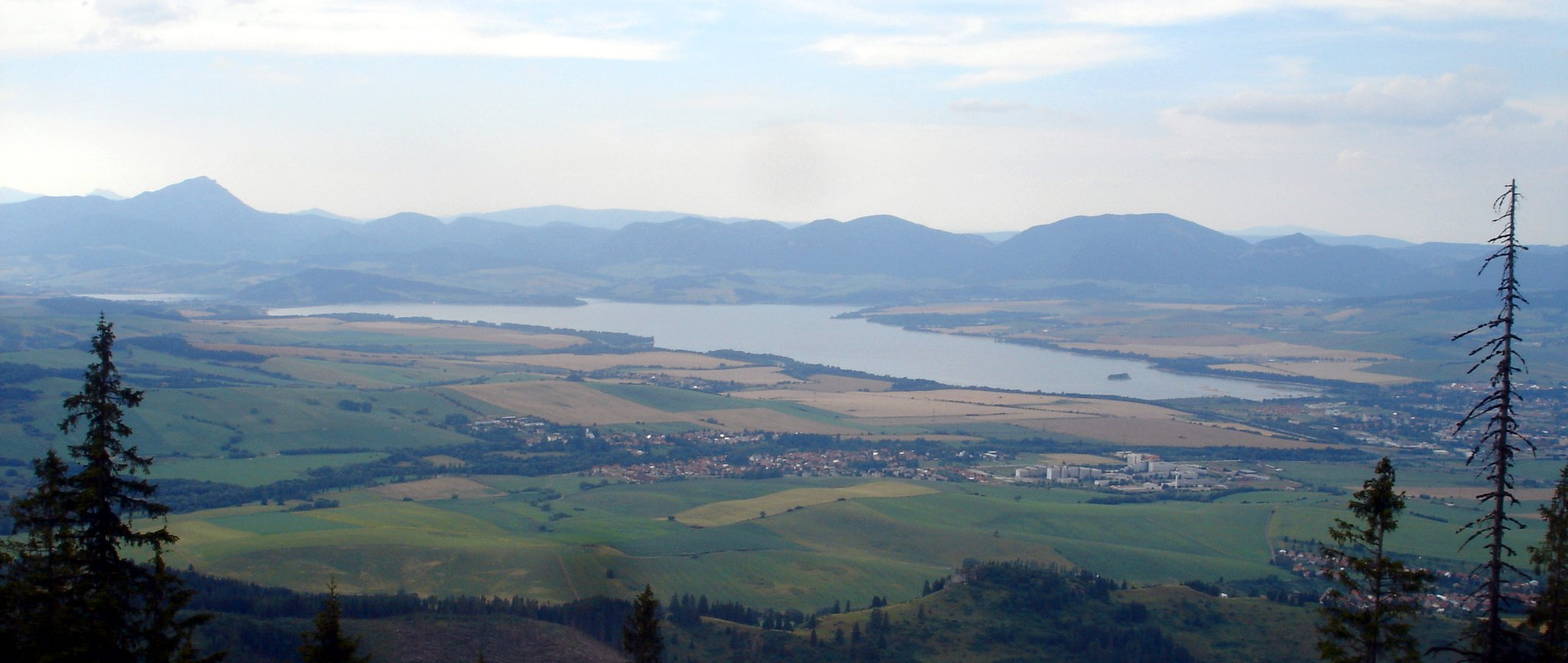
Liptovská Mara en Slovaquie (construit en 1975) - un exemple de lac artificiel qui a considérablement modifié le microclimat local.

### Microclimat
Les réservoirs peuvent modifier le microclimat local en augmentant l'humidité et en réduisant les températures extrêmes, en particulier dans les zones sèches. Certains établissements vinicoles d'Australie du Sud prétendent également que ces effets augmentent la qualité de la production de vin.

## Sécurité
Dans de nombreux pays, les grands réservoirs sont étroitement réglementés pour tenter de prévenir ou de minimiser les défaillances de confinement.
Une grande partie de l'effort est dirigée vers le barrage et ses structures considérés la partie la plus faible de la structure globale ; le but de ces contrôles est d'empêcher un rejet incontrôlé d'eau du réservoir. Les défaillances de réservoirs peuvent générer d'énormes augmentations du débit dans une vallée fluviale, avec le potentiel destructeur pour les villes et des villages en amont. La défaillance de confinement à Llyn Eigiau par exemple tua 17 personnes (voir aussi Ruptures de barrage).
Un cas notable de réservoirs utilisés comme instrument de guerre impliqua le raid Dambusters de la Royal Air Force sur l'Allemagne pendant la Seconde Guerre mondiale (nom de code « Operation Chastise »), dans lequel trois barrages-réservoirs allemands furent sélectionnés pour être détruits.

## Santé publique
La qualité de l'eau brute du lac détermine le mode de traitement utilisé pour la rendre potable avant distribution. Outre les traitements classiques visant à éliminer les matières en suspension, et à désinfecter l'eau (chloration par exemple), il peut être nécessaire d'utiliser des microfiltres voire des nanofiltres, par exemple en cas de présence dans le phytoplancton de cyanophycées susceptibles de synthétiser des toxines.
Le lac peut aussi être utilisé à des fins de baignade ou d'activités nautiques. En ce cas, il existe en France un dispositif de surveillance sanitaire mis en œuvre par les Agences Régionales de Santé, aux frais de l'exploitant.

## Liste des réservoirs
En 2005, 33 105 grands barrages (≥ 15 m de hauteur) étaient répertoriés par l'International Commission on Large Dams (ICOLD).
- Liste des plus grands lacs artificiels
- Liste des plus grands lacs de barrage des États-Unis